# دانیل دبرنار
دانیل دبرنار (فرانسوی: Danièle Debernard‎؛ زادهٔ ۲۱ ژوئیهٔ ۱۹۵۴) اسکی‌باز آلپاین اهل فرانسه بود.